# Discografia de Bonnie McKee
A discografia da cantora e compositora estadunidense Bonnie McKee consiste de um álbum de estúdio, dois extended plays, sete singles (incluindo três como artista convidada), três singles promocionais e nove vídeos musicais (incluindo um como artista convidada).

## Álbuns

### Álbuns de estúdio
| Título  | Detalhes do álbum                                                                              |
| ------- | ---------------------------------------------------------------------------------------------- |
| Trouble | - Lançado: 28 de setembro de 2004 - Gravadora: Reprise Records - Formato: CD, Download digital |

### Extended play
| Título       | Detalhes do álbum                                                                             |
| ------------ | --------------------------------------------------------------------------------------------- |
| Bonnie McKee | - Lançado: 9 de dezembro de 2003 - Gravadora: Reprise Records - Formato: CD, download digital |
| Bombastic    | - Lançado: 30 de junho de 2015 - Gravadora: Independente - Formato: Download digital          |

## Singles

### Como artista principal
| Título          | Ano  | Melhores posições | Melhores posições | Melhores posições | Melhores posições | Melhores posições | Melhores posições | Melhores posições | Álbum     |
| Título          | Ano  | US                | US Pop            | US Adult          | AUS               | CAN               | NZ                | GER               | Álbum     |
| --------------- | ---- | ----------------- | ----------------- | ----------------- | ----------------- | ----------------- | ----------------- | ----------------- | --------- |
| "Trouble"       | 2004 | —                 | —                 | —                 | —                 | —                 | —                 | —                 | Trouble   |
| "Somebody"      | 2004 | —                 | —                 | 39                | —                 | —                 | —                 | —                 | Trouble   |
| "American Girl" | 2013 | 87                | 25                | 37                | 51                | 44                | 39                | 82                | —         |
| "Bombastic"     | 2015 | —                 | —                 | —                 | —                 | —                 | —                 | —                 | Bombastic |

### Como artista convidada
| Título         | Ano  | Artista                             | Álbum         |
| -------------- | ---- | ----------------------------------- | ------------- |
| "Boy Hangover" | 2009 | Lester Lewis                        | —             |
| "Thunder"      | 2012 | Rusko                               | Songs         |
| "Afroki"       | 2014 | Steve Aoki, Afrojack e Bonnie McKee | Neon Future 1 |

### Singles promocionais
| Título              | Ano  | Álbum |
| ------------------- | ---- | ----- |
| "Mine"              | 2009 | —     |
| "Sleepwalker"       | 2013 | —     |
| "California Winter" | 2014 | —     |

## Videografia

### Vídeos musicais
| Ano  | Título                            | Diretor                    |
| ---- | --------------------------------- | -------------------------- |
| 2003 | "Trouble"                         | —                          |
| 2004 | "Somebody"                        | Wayne Isham                |
| 2009 | "Mine"                            | Joel Tinker                |
| 2013 | "American Girl" (versão especial) | —                          |
| 2013 | "American Girl" (versão oficial)  | Justin Francis             |
| 2013 | "Sleepwalker"                     | Patrick Hoelck             |
| 2013 | "Hallelujah"                      | Dan O'Sullivan             |
| 2014 | "California Winter"               | Dan O'Sullivan e Kat Burns |
| 2015 | "Bombastic"                       | David Richardson           |
| 2015 | "Afroki"                          | —                          |
| 2016 | "Wasted Youth"                    | Darren Craig               |
| 2016 | "I Want It All"                   | Darren Craig               |